# Baimaclia (Cantemir)
Baimaclia è un comune della Moldavia situato nel distretto di Cantemir di 3.473 abitanti al censimento del 2004

## Località
Il comune è formato dall'insieme delle seguenti località: (popolazione 2004)
- Baimaclia (2.603 abitanti)
- Acui (547 abitanti)
- Suhat (323 abitanti)